# Carnunto

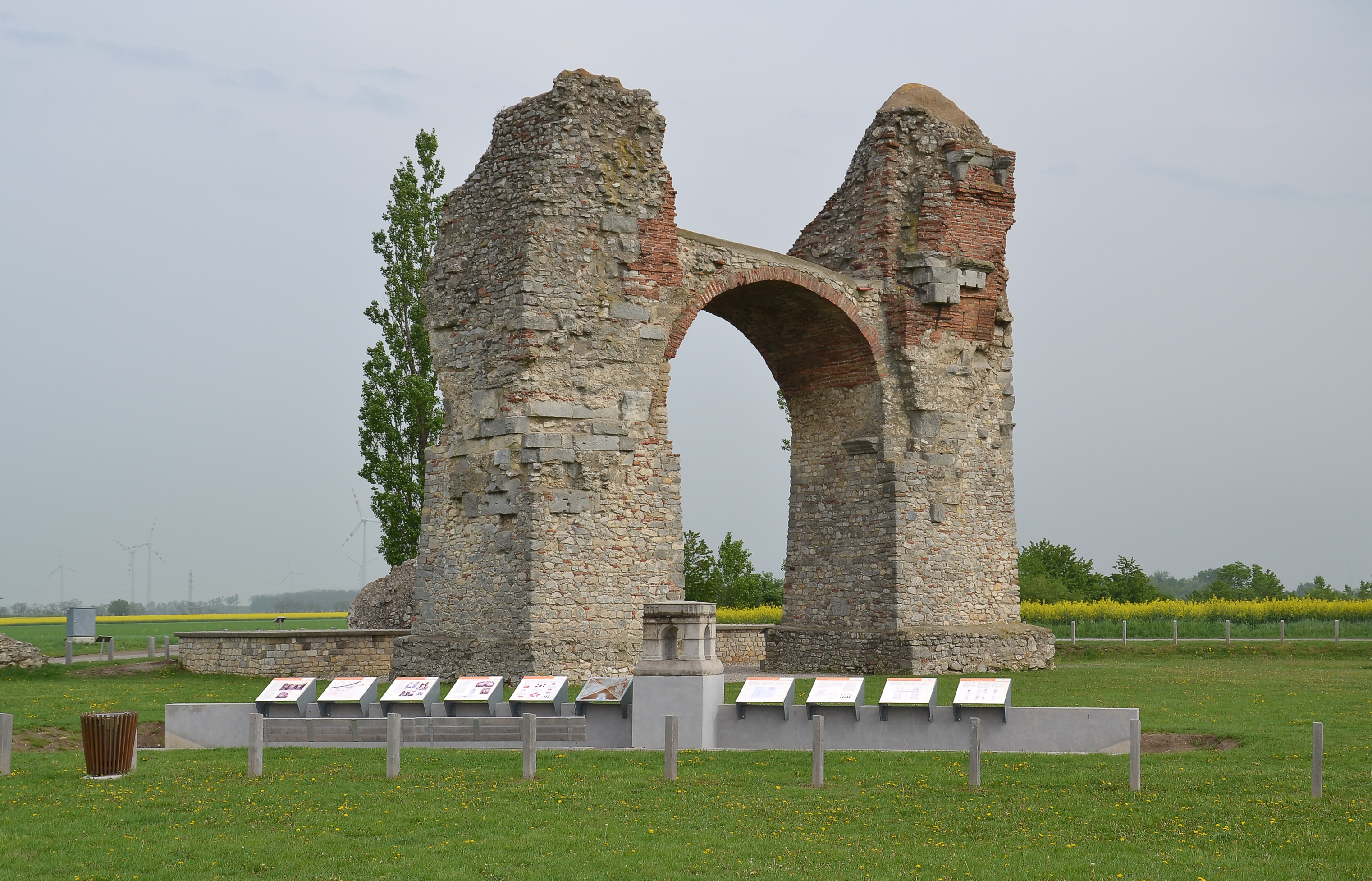
A chamada Porta dos Pagãos em Carnunto

Carnunto (em latim: Carnuntum) era um campo militar romano numa região da actual Áustria. No início, pertencia à província de Nórica, mas depois do século I passou a fazer parte da Panónia. O que resta de Carnunto fica situado na via entre Viena e Bratislava, no Parque Arqueológico de Carnunto na Baixa Áustria, numa extensão que abrange as áreas das vilas de Petronell-Carnuntum e Bad Deutsch-Altenburg.  